# 移籍
移籍（いせき）は、所属を移して新たに活動する事。主にスポーツ選手が所属チームを移したり、芸能人が事務所などを変える際に使用されるが、一般でも同業他社に移る場合に使用することがある。

## スポーツ界

### アメリカンプロスポーツ
野球・バスケットボール・アメリカンフットボールなどアメリカ発祥のプロスポーツの場合、移籍の形態として以下の場合がある。
- トレード
- 制限付きフリーエージェント（日本では単にフリーエージェント）
- ウェイバー公示
- 無制限フリーエージェント（日本では自由契約）
- ポスティングシステム
- ドラフト

詳細は各項を参照。

### 競馬

#### 騎手
一般に日本の騎手は、中央競馬及び地方競馬の特定の厩舎に所属するが、中央競馬、あるいは地方競馬（ここではある特定の地区）の範囲内で所属厩舎を変更するという意味での「移籍」は頻繁に行われている。中央競馬の場合は、特定の所属厩舎を持たない「フリー騎手」への移行や、逆にフリー騎手が特定厩舎の所属になることも多い。
一方で中央競馬の騎手が地方競馬に、あるいは地方競馬の騎手が中央競馬に移る場合も「移籍」と呼ぶが、これはかなり困難を伴い、地方競馬から中央競馬へ移籍する際は中央競馬が独自に設ける試験に合格する必要がある。2001年、当時笠松競馬所属であった安藤勝己が中央競馬の騎手試験を受験し不合格になった際は、他の受験者同様に学科を含む1次試験から受験した。この措置に対し「地方競馬とはいえ実績のある騎手に対して非常に失礼な扱い」と競馬関係者・マスコミからの批判があり、これを受けて2002年以降、日本中央競馬会（JRA）は「過去5年間に中央競馬で年間20勝以上の成績を2回以上挙げた騎手」について、学科試験を含む1次試験を免除する 旨の騎手免許試験の規程変更を行い、安藤は試験に合格し中央競馬の騎手となった。安藤の合格以降、この規程の適用者は安藤を含め4名 おり、また、この規程の対象外で1次試験から受験し合格した者も4名 存在する。
逆に中央競馬から地方競馬に移籍する騎手は過去にごく少数の例があるのみである。
また、地方競馬の騎手が所属する地区を変更する場合にも制限があり、変更後一定期間は騎手ではなく、兵庫県競馬組合の様に例外無く厩務員としての活動を求められる場合もある。近年は競馬場の休止、廃止が少なくないが、騎手の中にはこの制約のため他地区への移籍を断念・廃業する者もある。
海外からの移籍については、完全移籍となると、2017年現在は中央競馬で過去3名（横山賀一、ミルコ・デムーロ、クリストフ・ルメール）しか存在しないが、現在は短期免許制度による期間限定騎乗が認められており、外国人騎手は同制度を活用して騎乗する場合が多い。逆に中央競馬・地方競馬の騎手の海外への移籍については特に制約はなく、中でも益田競馬場に所属していた道川満彦は1989年にマレーシア・シンガポール地区へ騎乗拠点を移し、移籍初年度にリーディングジョッキーにも輝いている。

#### 競走馬
競走馬においては中央競馬と地方競馬で馬主資格条件が異なるため、特に地方競馬から中央競馬への移籍については金銭トレードによる所有馬の譲渡が行われる場合もある。また日本では海外でデビューした競走馬については一部の例外を除き、移籍を一切認めていないが（逆に日本でデビューした競走馬が海外に移籍するのは可能）、日本国外では国を越えた移籍が行われることがある。

### サッカー
サッカーの場合は移籍金制度があり、選手が移籍するに当たって移籍先から移籍元へ金銭を支払うのが通例であるが、選手交換によるトレード移籍もある。また、選手を一定期間のみ移籍させる「期限付き移籍（レンタル移籍、ローン移籍）」もある。
欧州では年2回の移籍期間がある。シーズン終了後から翌シーズンの開幕まで（通常8月31日まで）の期間（最大12週間）とシーズン中盤（通常1月、最大4週間）に設定されており、一般に「移籍市場」と呼ばれる。Jリーグにおいては日本サッカー協会による「移籍リスト」に掲載され、期限までに所属先が決定されて移籍となる。オフシーズンの移籍リストへの登録期限は翌年1月第1金曜日まで。シーズン中の期限は海外への移籍は8月7日、Jリーグクラブ間、あるいは海外からJリーグクラブへの移籍は9月15日までと設定されている。
1969年までのフランスのプロサッカー界では「終身契約制度」が存在しており、この制度の下においてクラブチームは選手の競技生命が終わるまで本人をチームに拘束することが許された一方で本人の意思と関係なく移籍・トレードなどに出すこともできた。こうした制度は1973年にプロサッカー憲章が締結されたことで徐々に緩和を見ることになり、1995年のボスマン裁定でそれが決定的となった。

### 大相撲
大相撲においては、部屋が消滅したり独立して新たな部屋が創設された場合に親方とその内弟子である力士の移籍が行われるが、力士個人としての移籍は原則として認められていない。ただし、一門から破門されるなど移籍を余儀なくされた場合はこの限りではない。かつて「預かり弟子」という慣習が存在していた時期には、「預けていた弟子を返してもらう」という形での移籍は行われていた（横綱東富士など）。
移籍を行う場合は、親方は部屋を持つ条件を満たし、日本相撲協会に「移籍届」を提出して承認を得る必要がある。
かつて部屋消滅に伴う力士の移籍は、元兄弟弟子同士が本場所で対戦することが好ましくないとされたため1つの部屋へのまとめての移籍が専らであったが、2012年に田子ノ浦部屋が閉鎖された際に戦後初の2部屋分割移籍が行われたのを機に分割移籍が一般的になりつつある。その背景には、相撲部屋の小規模化、兄弟弟子という考えに対する厳密さの低下の風潮などがある。
部屋付き親方の場合は移籍は比較的行われている。中には高砂部屋から九重部屋に移籍した元小結闘牙（当時年寄佐ノ山）のように、同じ一門とはいえ所属したこともなく師弟関係のつながりもない部屋に移籍する場合もある。

### プロボクシング
プロボクシングでは、ジム移籍について日本ボクシングコミッション（JBC）は特別な規定は設けておらず、ジム間の合意の上でJBCに移籍届を提出して認可されれば成立する。ただし特別な事情がある場合はJBCが介入した上で移籍に至る（最近では亀田興毅がグリーンツダジムから移籍するに当たりJBCに申し立てを行い協栄ジムへ移籍した事例がある）。移籍に当たっては移籍金が発生するが、移籍元ジムと選手、移籍先ジムの間による合意の上で金額が決まる。移籍先ジムが定まらず、自身でジムを探す場合はフリーエージェントとなり移籍金は発生しない。
しかし、現状では中小ジムの有望株が潤沢な資金を持つ大手ジムへ引き抜かれる事態も発生しており、JBCでは移籍に関するルール作りの検討に入っている。
トレーナーが独立してジムを設立、または移籍するにあたり、そのトレーナーの下で練習をしていた選手がそのジムに移籍するケースも多く見られる（畑山隆則、長谷川穂積がそれに該当する）。
2019年10月からJBCと全国のプロジムが加盟する日本プロボクシング協会（JPBA）が統一契約書を導入し、移籍に必要だった所属ジムの承諾を撤廃した。

### プロレス
プロレスはアメリカ発祥のスポーツであるが、複数の団体を統括するコミッショナー・組織が存在しないこと、フリーランスの立場で容易に活動できることもあって、団体間の円満な移籍は少ない。その多くは解雇・契約満了・独立を理由とする。場合によっては「引き抜き」「裏切り」と見なされ団体間の（ガチンコでの）遺恨の原因ともなる。円満な移籍の数少ない例として、ジャイアント馬場が全日本プロレスを旗揚げする際に国際プロレスからサンダー杉山を金銭トレードされた例がある。

### 格闘技
キックボクシング・総合格闘技などの場合、乱立する団体それぞれの傘下に複数のジム（道場）を抱える構造となっている。そのため、ジムの移籍と団体の移籍が存在する。ジムの移籍については各団体のルールに従うが、団体の移籍については選手と移籍元、移籍先の合意を得た上で移籍に至る。

### 社会人スポーツ
実業団を中心とする社会人スポーツの場合、国内移籍は元のチームが休廃部となったり新しいチームが旗揚げされた場合を除き滅多に行われない。
多くの場合、移籍する際には元の契約チームから「移籍承諾書」を発行してもらいそれを所属連盟に提出する必要があり、これがなければ新しいチームでの1年目は出場できない規定となっている。ただし海外移籍の場合はこの限りではない。
主力選手がチームと何らかのトラブルを抱えて退団したり、不祥事により解雇された場合移籍承諾書は発行されない事が多い。なお、チームで練習及び非公式の試合には出場が可能である事が多い。また、リーグ戦以外の公式戦には出場できる場合もある。
代表事例として2004年に栗原恵がNECからパイオニアに移籍した際、大会規定に抵触し2004-05シーズンVリーグ出場が認められなかった。また、2007年にジャパンラグビートップリーグのコカコーラウエスト所属選手が強制猥褻事件で解雇された際に会社から移籍承諾書が発行されなかった。

## 政界
政界においては、議員が所属する政党を変える場合を移籍と呼ぶ。移籍のケースとしては新党旗揚げに参加する場合や所属政党が解散するためのケースがほとんどだが、まれに既存政党間の移籍も見られる。多いケースとしては所属党執行部体制への反発によるものだが、政党を満たす条件となる党員数（5名）を確保するための移籍もある。2005年に旗揚げされた新党日本は党員条件を満たすため同じく旗揚げされたばかりの国民新党から長谷川憲正を一時的に移籍させた。また、最近の例では2009年12月、改革クラブに所属していた松下新平が、2010年夏に行われる参議院議員選挙に宮崎県選挙区から自由民主党公認候補として出馬したい意向を受け、改革クラブの政党要件を確保する目的で松下が自民党へ移籍する一方、統一会派を組む自由民主党から同じ参議院議員の山内俊夫（香川県選挙区）が改革クラブへ移籍する、いわば「交換トレード」形式による移籍が行われた。
2000年以降の国政選挙から、比例代表制で当選した議員は議員在職時は当選時に当該比例区に存在した他の名簿届出政党等に移籍する場合は議員退職となる。ただし無所属になることや、当選時に当該比例区で競合しなかった政党への移籍は退職の必要はない。

## 芸能界
芸能界においては所属プロダクションを変える場合を移籍と呼ぶが、ミュージシャンの場合はレコード会社、落語家などの場合は一門の移籍もある。事務所移籍のケースは大きく分けて3つある。
1. 既存事務所間のタレント移籍
2. タレントの独立に伴う新事務所への移籍
3. 事務所の合併・消滅による移籍

1.は多くの場合このケースに当てはまる。グループ内事務所間の移籍もよく行われている。
2.は一定の地位を確保したタレントが行う事が多い。

## 出版業界
出版業界では、ある出版社において雑誌が休刊・廃刊となった後に、別の出版社が題号を買い取る・編集部を丸ごと移籍させるなどの方法で復刊を試みることがある（詳しくは休刊#休刊後、復刊した雑誌を参照）。またこれ以外に、発行部数の減少・出版社の経営方針転換等により編集部が営業譲渡されるケースなどもあり、この結果雑誌が他社に移籍することは少なくない。
またこれ以外に、小説・漫画などの世界で作者と出版社の意見の相違から、作者側が版権を引き上げて他社に移籍するケースもしばしば見られる。この場合既刊の単行本については、元の出版社から引き続き発行されるケースと、一旦絶版となった上で別の出版社から改めて発行されるケースに分かれる。

### 漫画
- ロックマンシリーズ（講談社→小学館）
- ブラックジャックによろしくシリーズ（同上）
- アバンチュリエシリーズ（同上）
- BIOMEGA（講談社→集英社）
- ランペイジ（講談社→フレックスコミックス）
- 湾岸ミッドナイト（小学館→講談社）
- 7人のシェイクスピアシリーズ（同上）
- Oddsシリーズ（小学館→双葉社）
- 銃夢 LastOrder（集英社→講談社）
- ホイッスル!シリーズ（集英社→小学館）
- 孔雀王シリーズ（同上）
- orange（集英社→双葉社）
- ミトコンシリーズ（集英社→新潮社）
- 彼女のカレラシリーズ（集英社→幻冬舎）
- ローゼンメイデンシリーズ（幻冬舎→集英社）
- 壬生義士伝（角川書店→講談社→集英社）
- ディエンビエンフーシリーズ（角川書店→小学館→双葉社）
- 東京赤ずきん（角川書店→幻冬舎）
- EAT-MANシリーズ（メディアワークス→講談社）
- はやて×ブレード（メディアワークス→集英社）
- BLOOD ALONE（アスキー・メディアワークス→講談社）
- 軍鶏（双葉社→講談社）
- 西遊妖猿伝（双葉社→潮出版社→講談社）
- キャラ者（双葉社→ぴあ）
- ゴーマニズム宣言シリーズ（扶桑社→小学館・幻冬舎他）
- 陰陽師（スコラ→白泉社）
- トリコロ（芳文社→アスキー・メディアワークス）
- ギャングキング（少年画報社→講談社）
- アタック!!シリーズ（新潮社→双葉社）
- ガウガウわー太シリーズ（新潮社→一迅社）
- エンジェル・ハートシリーズ（新潮社→ノース・スターズ・ピクチャーズ）
- 義風堂々シリーズ（同上）
- コンシェルジュシリーズ（同上）
- 裁判長!ここは懲役4年でどうすかシリーズ（同上）
- アサシネ（一迅社→幻冬舎）

### 雑誌
- 旅（JTBパブリッシング→新潮社）
- カーグラフィック（二玄社→カーグラフィック）
- パチスロ必勝ガイド、パチスロパニック7（白夜書房→ガイドワークス）
- 月刊コミックバーズ（スコラ→ソニー・マガジンズ→幻冬舎）

### その他
- アルスラーン戦記（角川書店→光文社）
- 空想科学読本（宝島社→メディアファクトリー）
- IS 〈インフィニット・ストラトス〉（メディアファクトリー→オーバーラップ）
- 織田信奈の野望（ソフトバンククリエイティブ→富士見書房）
- 六星占術によるあなたの運命シリーズ（ベストセラーズ→飛鳥新社）

## 映像業界
1. 別の放送局への移動
2. 別ソフトメーカーへの移動

### アニメ

#### 在京キー局同士での移籍
- 鉄人28号シリーズ（フジテレビ→日本テレビ→テレビ東京）
- ジャングル大帝シリーズ（フジテレビ→テレビ東京→フジテレビ）
- オバケのQ太郎シリーズ（TBS→日本テレビ→テレビ朝日）
- パーマンシリーズ（TBS→テレビ朝日）
- 怪物くんシリーズ（同上）
- ムーミンシリーズ（フジテレビ→テレビ東京）
- ひみつのアッコちゃん（テレビ朝日[10]→フジテレビ）
- おそ松くんシリーズ（テレビ朝日[11]→フジテレビ→テレビ東京）
- 天才バカボンシリーズ（日本テレビ[12]→フジテレビ→テレビ東京）
- ど根性ガエルシリーズ（TBS[13]→日本テレビ）
- ドラえもん（日本テレビ→テレビ朝日）
- ガンダムシリーズ（テレビ朝日[14]→フジテレビ→TBS[15]→テレビ東京）
- ビックリマンシリーズ（テレビ朝日[16]→テレビ東京→テレビ朝日）
- 三つ目がとおる（日本テレビ→テレビ東京）
- きかんしゃトーマス（フジテレビ→テレビ東京→NHK）
- 魔法のプリンセス ミンキーモモ（テレビ東京→日本テレビ）
- キャプテン翼（テレビ東京→フジテレビ→テレビ東京）
- トッポ・ジージョ（テレビ朝日[16]→テレビ東京）
- 魔法陣グルグルシリーズ（同上）
- みつばちマーヤの冒険（同上）
- 遊☆戯☆王シリーズ（同上）
- 真・女神転生デビルチルドレンシリーズ（TBS[17]→テレビ東京）
- デ・ジ・キャラットシリーズ（同上[18]）
- スティッチ!シリーズ（テレビ東京→テレビ朝日）
- バトルアスリーテス大運動会シリーズ（同上）[19]
- 昆虫物語 みなしごハッチ（フジテレビ→テレビ朝日→日本テレビ）
- デジモンシリーズ（フジテレビ→テレビ朝日→フジテレビ）
- 鉄腕アトムシリーズ（フジテレビ→日本テレビ→フジテレビ）
- ヤッターマンシリーズ（フジテレビ→日本テレビ[20]）[21]
- ハクション大魔王シリーズ（同上）[21]
タイムボカンシリーズ全体でも2回移動した（フジテレビ→テレビ東京→日本テレビ[20]）[21]
- HUNTER×HUNTER（フジテレビ→日本テレビ）
- 宇宙戦艦ヤマトシリーズ（日本テレビ[20]→TBS[15]→テレビ東京）
- 戦国BASARAシリーズ（TBS[22]→日本テレビ→TBS）
- 蒼穹のファフナーシリーズ（テレビ東京→TBS[15]）
- バトルスピリッツシリーズ（テレビ朝日[23]→テレビ東京）
- ベルセルクシリーズ（日本テレビ→TBS[24]）
- 少年アシベシリーズ（TBS→NHK）
- 僕のヒーローアカデミア（TBS[15]→日本テレビ[20]）
- 七つの大罪シリーズ（TBS[15]→テレビ東京）
- ゾイドワイルドシリーズ（同上）
ゾイドシリーズ全体でも3回移動した（TBS[15]→テレビ東京→TBS[15]→テレビ東京）
- かいけつゾロリシリーズ（テレビ朝日[23]→NHK）
- ドラゴンクエスト ダイの大冒険（TBS→テレビ東京）
- 新幹線変形ロボ シンカリオンシリーズ（同上）

#### 在京キー局とBS・CS放送局をまたぐ場合
- Kanon（フジテレビ→BS-i）
- ケロロ軍曹シリーズ（テレビ東京→アニマックス）
- あたしンちシリーズ（テレビ朝日→アニマックス）
- 忍者ハットリくん（同上）[25]

#### 在京キー局と独立局をまたぐ場合
独立UHF局系の作品の場合、地域によっては放映局が変更されない、もしくはキー局系列局同士で変更される場合がある（詳細は各作品のページを参照）。
- 灼眼のシャナシリーズ（独立局→TBS[15]→独立局）
- まりあ†ほりっくシリーズ（独立局→テレビ東京）
- 神曲奏界ポリフォニカシリーズ（TBS→独立局）
- To LOVEる -とらぶる-シリーズ（同上）[26]
- のらみみシリーズ（同上）
- 笑ゥせぇるすまんシリーズ（同上）[27]
- 魔術士オーフェンシリーズ（同上）[28]
- メガロボクスシリーズ（同上）
- タマ&フレンズシリーズ（TBS[15]→独立局→フジテレビ）
- 食戟のソーマシリーズ（TBS[15]→独立局）[29]
- 鬼灯の冷徹シリーズ（同上）
- 藍より青しシリーズ（フジテレビ→独立局）
- 超重神グラヴィオンシリーズ（同上）
- 蟲師シリーズ（同上）
- おでんくんシリーズ（NHK→独立局[30]）
- スーパーロボット大戦シリーズ（テレビ東京→独立局）
- みなみけシリーズ（同上）
- ミス・モノクロームシリーズ（同上）
- うーさーのその日暮らしシリーズ（同上）
- Re:ゼロから始める異世界生活（同上）[31]
- 神撃のバハムートシリーズ（独立局→TBS[15]）
- 乙女ゲームの破滅フラグしかない悪役令嬢に転生してしまった…シリーズ（同上）[32]
- からかい上手の高木さんシリーズ（同上）
- カードファイト!! ヴァンガードシリーズ（テレビ東京[33]→独立局→テレビ東京[34]）
- 進撃の巨人（独立局→NHK）[32]
- ラブライブ!シリーズ（同上）
- 中華一番!シリーズ（フジテレビ→TBS[15]→独立局）
- 異世界魔王と召喚少女の奴隷魔術シリーズ（独立局[35]→TBS）
- 鬼滅の刃シリーズ（独立局→フジテレビ・独立局）

### 特撮
- 仮面ライダーシリーズ（毎日放送（NET→TBS）→テレビ朝日）
- ウルトラシリーズ（TBS（TBS→毎日放送→中部日本放送）→テレビ東京）

### ドラマ
- アーノルド坊やは人気者（NBC→ABC）
- サラリーマン金太郎（TBS→テレビ朝日）
- アテンションプリーズ（TBS→フジテレビ）
- 白い巨塔（NET→フジテレビ）
- 遠山の金さんシリーズ（フジテレビ→日本テレビ→テレビ朝日）
- 銭形平次シリーズ（TBS→フジテレビ→日本テレビ→フジテレビ→テレビ朝日）
- 伝七捕物帳シリーズ（TBS[13]→日本テレビ→テレビ朝日→NHK）
- 赤かぶ検事奮戦記シリーズ（テレビ朝日[16]→TBS）
- 西遊記（日本テレビ→フジテレビ）
- 大岡越前シリーズ（TBS→テレビ朝日→NHK）
- 南くんの恋人（TBS→テレビ朝日→フジテレビ）
- イタズラなKiss（テレビ朝日→フジテレビ）
- きみはペット（TBS→フジテレビ）
- マジすか学園シリーズ（テレビ東京→日本テレビ）
- アルジャーノンに花束を（フジテレビ→TBS）

### 映像業界でのその他
- 題名のない音楽会（東京12チャンネル→テレビ朝日）
- 出動!ミニスカポリス（テレビ東京→テレビ埼玉）
- パチンコ激闘伝!実戦守山塾（全日本「パチンコ・パチスロ」情報局!→MONDO TV）
- 麻雀さんクイーンカップ（MONDO TV→240スタイル）
- パネルクイズ アタック25（ABCテレビ→BSJapanext）